# Sevenoaks (dystrykt)

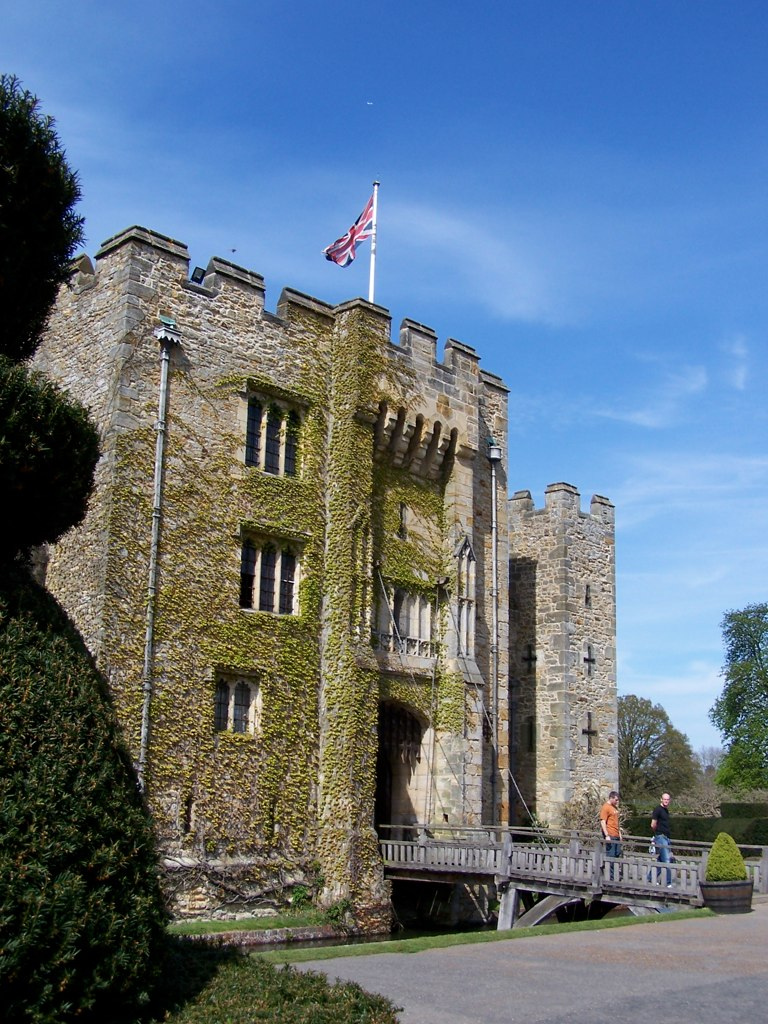
Zamek Hever

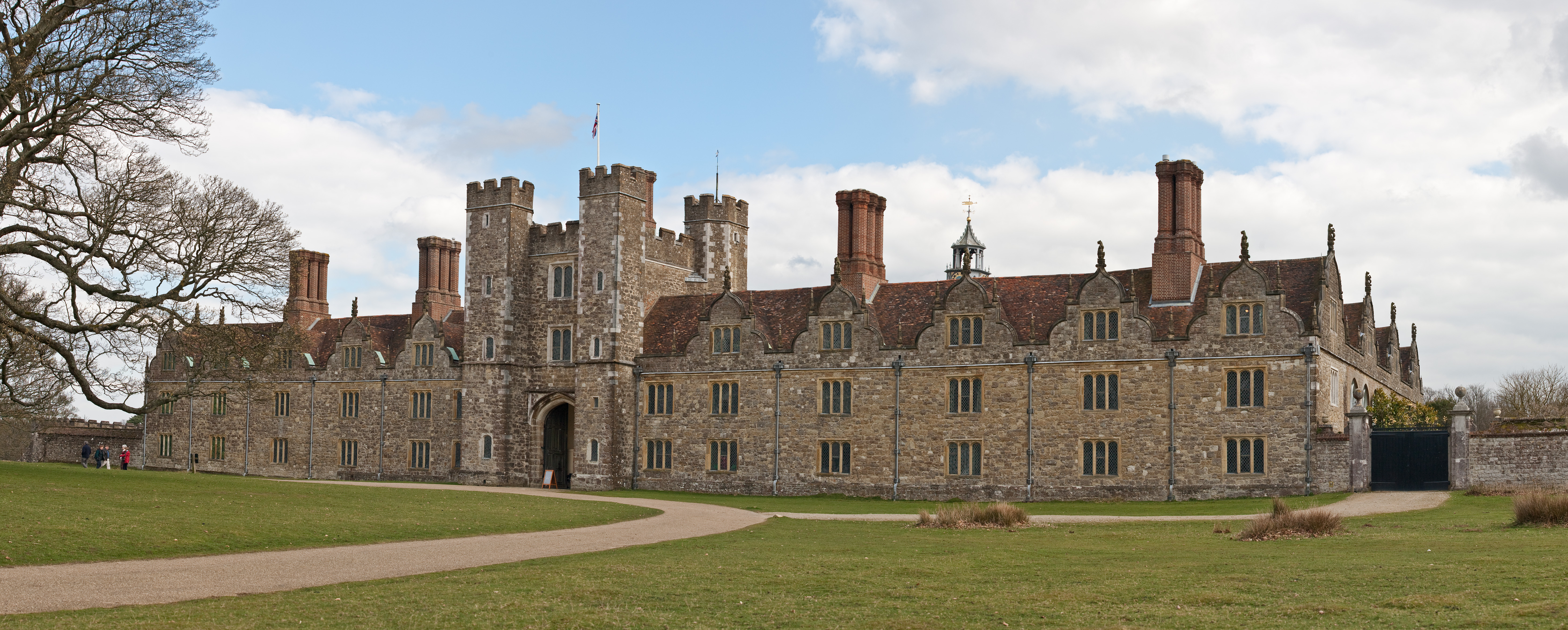
Knole House

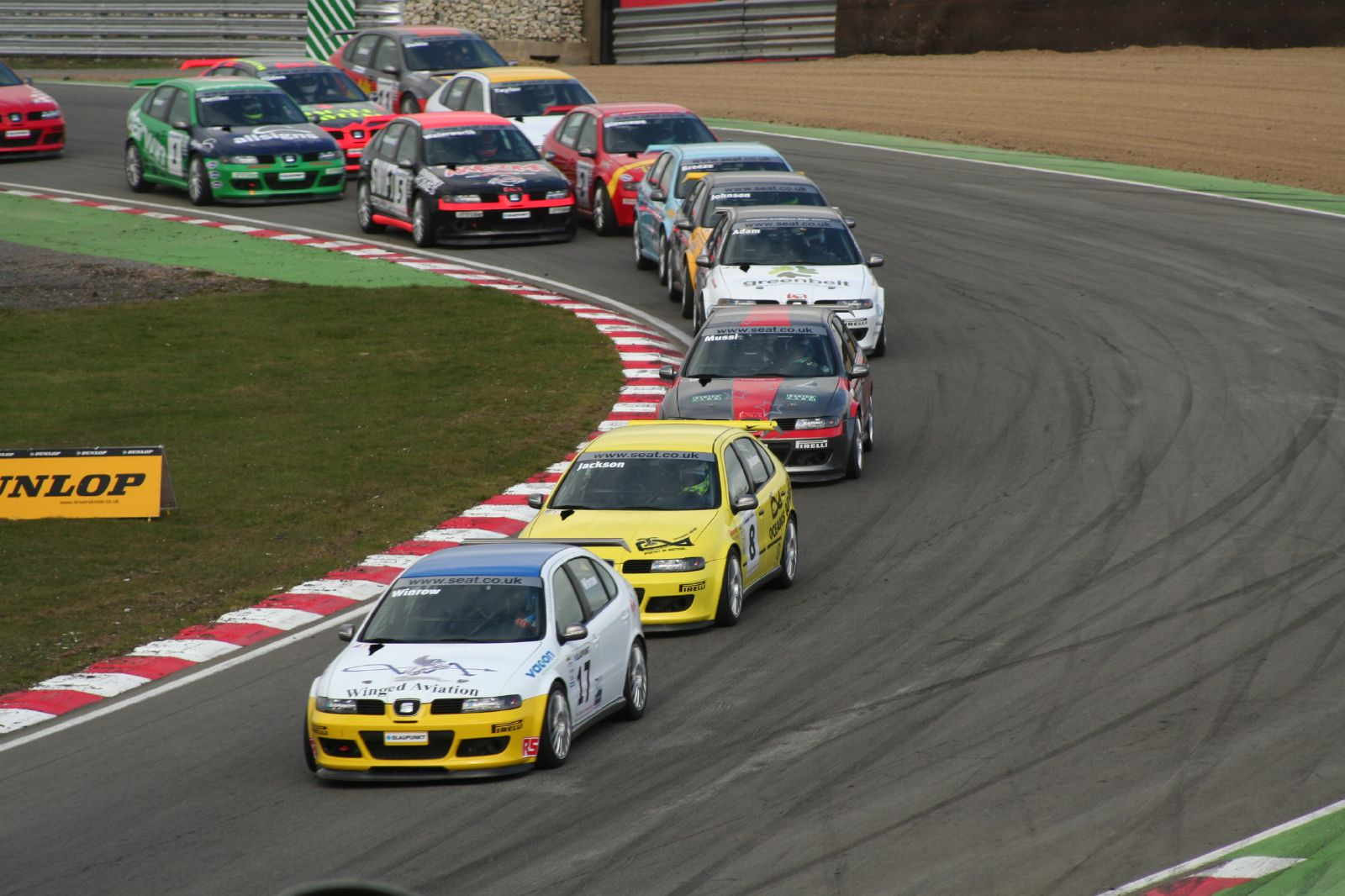
Brands Hatch

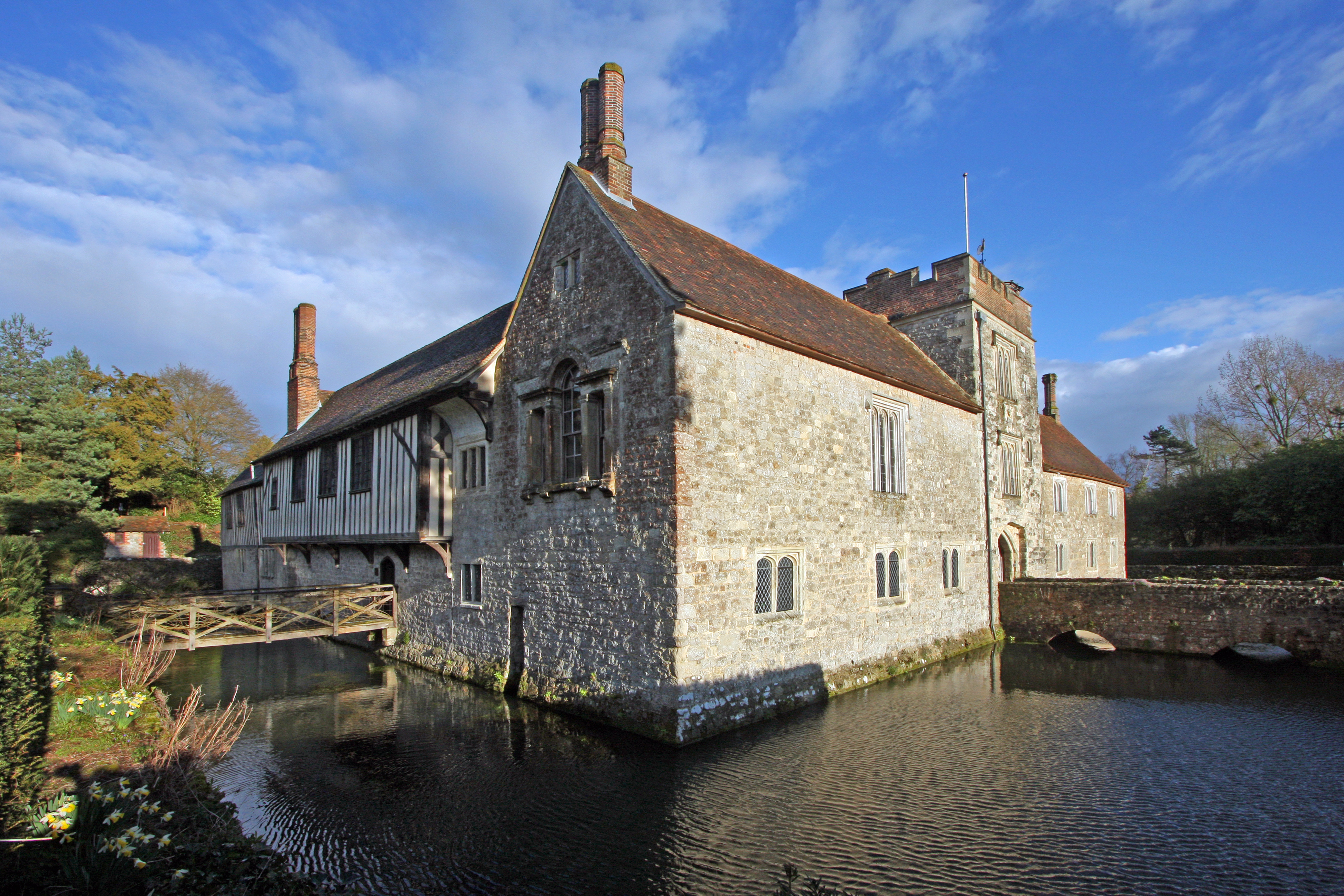
Ightham Mote

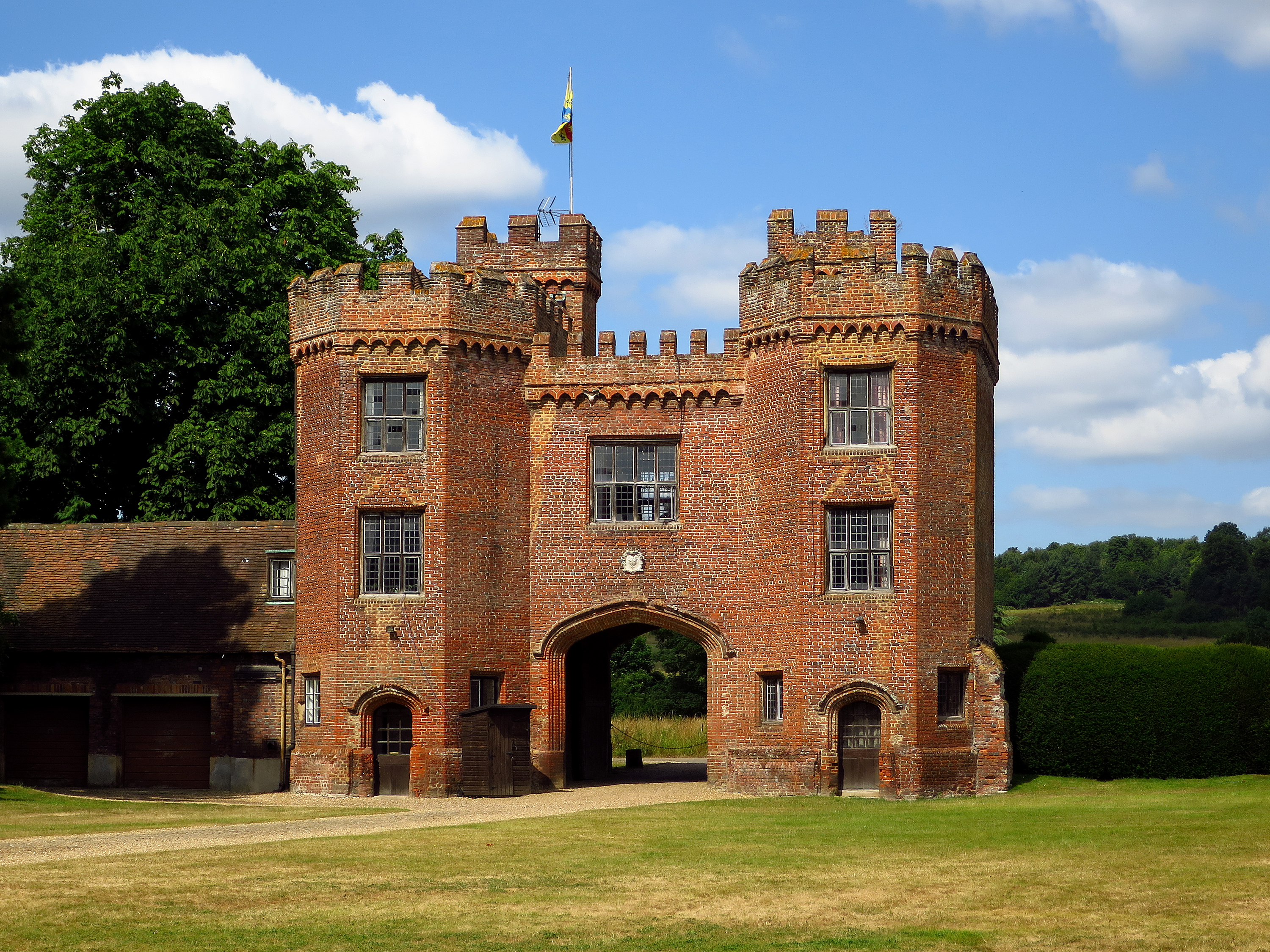
Zamek Lullingstone

Sevenoaks District – dystrykt w Anglii, w zachodniej części hrabstwa Kent. Centrum administracyjne dystryktu znajduje się w Sevenoaks.
Dystrykt ma powierzchnię 370,34 km², od północy i od wschodu graniczy odpowiednio z dystryktami Dartford, Gravesham, Tonbridge and Malling i Tunbridge Wells w hrabstwie Kent, od zachodu na krótkim odcinku z London Borough of Bexley a także z London Borough of Bromley oraz z dystryktem Tandridge w hrabstwie Surrey, zaś od południa z dystryktem Wealden w hrabstwie East Sussex. Zamieszkuje go  114 893 osób.

## Podział administracyjny
Dystrykt obejmuje cztery miasta Edenbridge, Sevenoaks, Swanley i Westerham oraz 26 civil parish:
| - Ash-cum-Ridley - Brasted - Chevening - Chiddingstone - Cowden - Crockenhill - Dunton Green - Eynsford - Farningham - Fawkham - Halstead - Hartley - Hextable | - Hever - Horton Kirby and South Darenth - Kemsing - Knockholt - Leigh - Otford - Penshurst - Riverhead - Seal - Sevenoaks Weald - Shoreham - Sundridge with Ide Hill - West Kingsdown |

Dystrykt dzieli się na 26 okręgów wyborczych:
| - Ash and New Ash Green - Brasted, Chevening and Sundridge - Cowden and Hever - Crockenhill and Well Hill - Dunton Green and Riverhead - Edenbridge North and East - Edenbridge South and West - Eynsford - Farningham, Horton Kirby and South Darenth - Fawkham and West Kingsdown - Halstead, Knockholt and Badgers Mount - Hartley and Hodsoll Street - Hextable | - Kemsing - Leigh and Chiddingstone Causeway - Otford and Shoreham - Penshurst, Fordcombe and Chiddingstone - Seal and Weald - Sevenoaks Eastern - Sevenoaks Kippington - Sevenoaks Northern - Sevenoaks Town and St John’s - Swanley Christchurch and Swanley Village - Swanley St Mary’s - Swanley White Oak - Westerham and Crockham Hill |

## Demografia
W 2011 roku dystrykt Sevenoaks miał 114 893 mieszkańców. Zgodnie ze spisem powszechnym z 2011 roku dystrykt zamieszkiwało 480 osób urodzonych w Polsce.
Podział mieszkańców według grup etnicznych na podstawie spisu powszechnego z 2011 roku:
| - Biali Brytyjczycy: 104 538 (91,0%) - Biali Irlandczycy: 950 (0,8%) - Irish Travellers: 391 (0,3%) - Pozostali biali: 4 150 (3,6%) - Mieszani Karaibowie: 424 (0,4%) - Mieszani Afrykanie: 176 (0,2%) - Mieszani Azjaci: 682 (0,6%) - Pozostali mieszani: 393 (0,3%) - Hindusi: 712 (0,6%) | - Pakistańczycy: 106 (0,1%) - Banglijczycy: 146 (0,1%) - Chińczycy: 500 (0,4%) - Pozostali Azjaci: 621 (0,5%) - Czarni Afrykanie: 569 (0,5%) - Czarni Karaibowie: 204 (0,2%) - Pozostali czarni: 80 (0,1%) - Arabowie: 84 (0,1%) - Pozostałe grupy etniczne: 167 (0,1%) |

Podział mieszkańców według wyznania na podstawie spisu powszechnego z 2011 roku:
- Chrześcijaństwo –  65,4%
- Islam – 0,5%
- Hinduizm – 0,3%
- Judaizm – 0,2%
- Buddyzm – 0,3%
- Sikhizm – 0,2%
- Pozostałe religie – 0,3%
- Bez religii – 25,2%
- Nie podana religia – 7,6%

## Transport i komunikacja
Na terenie dystryktu znajdują się następujące stacje kolejowe:
| - Bat & Ball - Cowden - Dunton Green - Edenbridge - Edenbridge Town - Eynsford - Hever | - Kemsing - Knockholt (na granicy z London Borough of Bromley) - Longfield (na granicy z dystryktem Dartford) - Otford - Sevenoaks - Shoreham - Swanley |

Przez dystrykt przechodzą autostrady M25, M26 i M20, a także droga A2 łącząca Dover z centrum Londynu.

## Turystyka
- zamek Hever
- zamek Chiddingstone[6]

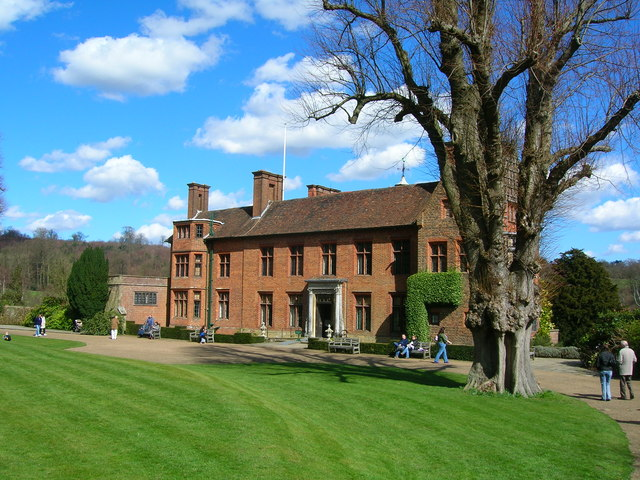
Chartwell House

- Knole House - wybudowany jako pałac arcybiskupa Canterbury[7]
- Chartwell House – rezydencja Winstona Churchilla[8]
- Ightham Mote pochodzący z XIV wieku[9]
- zamek Lullingstone[10]
- tor wyścigowy Brands Hatch
- Shoreham Aircraft Museum[11]
- Lullingstone Roman Villa[12]
- Penhurst Place - wybudowany w XIV wieku[13]

## Inne miejscowości
Ash, Badgers Mount, Bough Beech, Brasted, Chevening, Chiddingstone, Chiddingstone Causeway, Chipstead, Cowden, Crockenhill, Crockham Hill, Dryhill, Dunton Green, Eynsford, Farningham, Fawkham, Fawkham Green, Fordcombe, Four Elms, Halstead, Hartley, [[Hever (Kent)}Hever]], Hextable, Hodsoll Street, Horton Kirby, Ide Hill, Kemsing, Knatts Valley, Knockholt, Leigh, Lullingstone, Markbeech, New Ash Green, Otford, Penshurst, Ridley, Riverhead, Seal Chart, Seal, Sevenoaks Weald, Shoreham, South Darenth, Sundridge, Swanley, Underriver, Well Hill, West Kingsdown, Westerham.